# إريك كوريلز
إريك كوريلز (بالإسبانية: Erick Corrales) هو مدرب كرة قدم ولاعب كرة قدم كوستاريكي، ولد في 1 نوفمبر 1984 في كوستاريكا. لعب مع ديبورتيفو سابريسا ونادي كارتاهينيس.